# 대원고등학교 (대구)
대원고등학교(大元高等學校)는 대한민국 대구광역시 달성군 화원읍 본리리에 있는 사립 고등학교이다.

## 학교 연혁
- 1980년 5월 15일 : 정하상 초대 이사장 취임
- 1980년 5월 15일 : 학교법인 무열교육재단 설립
- 1981년 1월 15일 : 15학급 설립 인가
- 1981년 10월 6일 : 학칙 변경 인가(21학급)
- 1981년 10월 6일 : 초대 정윤수 교장 취임
- 1982년 12월 20일 : 본관(승취관) 35실 준공
- 1984년 2월 9일 : 제1회 졸업생 237명 졸업
- 1986년 8월 11일 : 신관(후사관) 23실 준공
- 1995년 3월 1일 : 대구광역시로 행정구역 변경
- 1998년 3월 1일 : 학칙 변경 인가(남·여 공학)
- 1998년 8월 12일 : 다목적교실 준공
- 2004년 3월 1일 : 동국고등학교에서 대원고등학교로 교명 변경
- 2010년 11월 5일 : 급식실 준공
- 2013년 10월 13일 : 서관증축공사 완공(2층→5층)
- 2020년 2월 6일 : 제37회 졸업식 (221명)
- 2020년 3월 2일 : 제40회 입학식 (202명)
- 2020년 9월 1일 : 제7대 김한철 교장 취임

## 학교 동문
주호(가수)

## 참고 자료
- 대원고등학교 - 한국교육학술정보원 학교알리미